# 埃米利奧·波特斯·希爾
埃米利奧·坎迪多·波特斯·希爾（西班牙語：Emilio Cándido Portes Gil，西班牙語發音：[eˈmiljo ˈpoɾtes xil]；1890年10月3日—1978年12月10日）是一位墨西哥政治人物，出生於維多利亞城。埃米利奧·波特斯·基爾是革命制度黨的成員，1928年至1930年擔任墨西哥總統。